# Монако на зимних Олимпийских играх 2010
Монако на зимних Олимпийских играх 2010 было представлено тремя спортсменами в двух видах спорта.

## Результаты соревнований

### Бобслей
Мужчины
| Соревнование | Спортсмены                        | 1 заезд   | 1 заезд | 2 заезд   | 2 заезд | 3 заезд   | 3 заезд | 4 заезд   | 4 заезд | Итоговый результат | Итоговое место |
| Соревнование | Спортсмены                        | Результат | Место   | Результат | Место   | Результат | Место   | Результат | Место   | Итоговый результат | Итоговое место |
| ------------ | --------------------------------- | --------- | ------- | --------- | ------- | --------- | ------- | --------- | ------- | ------------------ | -------------- |
| Двойки       | Патрис Сервель, Себастьян Гаттусо | 52,96     | 20      | 52,61     | 13      | 52,71     | 18      | 52,56     | 16      | 3:30,84            | 19             |

### Горнолыжный спорт
Женщины
| Соревнование      | Спортсмены         | Скоростной спуск/ 1 спуск | Слалом/ 2 спуск | Всего   | Место |
| ----------------- | ------------------ | ------------------------- | --------------- | ------- | ----- |
| Скоростной спуск  | Александра Колетти |                           |                 | 1:48,92 | 24    |
| Суперкомбинация   | Александра Колетти | 1:26,74                   | 47,07           | 3:13,81 | 19    |
| Супергигант       | Александра Колетти |                           |                 | 1:24,56 | 25    |
| Гигантский слалом | Александра Колетти | DNF                       | —               | —       | —     |